# وردو (شهرک)
وردو (شهرک) (به لاتین: Vardø (town)) یک سکونتگاه مسکونی در نروژ است که در وردو واقع شده‌است.

## خصوصیات
وردو ۱٫۱۵ کیلومترمربع مساحت و ۱٬۸۹۳ نفر جمعیت دارد و ۹ متر بالاتر از سطح دریا واقع شده‌است.

## جستارهای وابسته